# Podvrh, Sevnica
Podvrh je naselje v Občini Sevnica.